# Cornanda
Cornanda (llamada oficialmente Santa María de Cornanda) es una parroquia y aldea española del municipio de Brión, en la provincia de La Coruña, Galicia.

## Entidades de población
Entidades de población que forman parte de la parroquia:
- A Graña
- Alfonsín
- Busto de Frades
- Cornanda
- Vilariño

## Demografía

### Parroquia
| Gráfica de evolución demográfica de Cornanda (parroquia) entre 2000 y 2018 |
|                                                                            |
| Datos según el nomenclátor publicado por el INE.                           |

### Aldea
| Gráfica de evolución demográfica de Cornanda (aldea) entre 2000 y 2018 |
|                                                                        |
| Datos según el nomenclátor publicado por el INE.                       |